# ضرورة شعرية
الضرورة الشعرية هو حفظ وزن الشعر الداعي إلى جواز ما لا يجوز في النثر وهو عند الأكثر عشرة أمور على ما هو في الشعر المنسوب إلى الزمخشري:

«ضرورة الشعر عشر عد جملتها قطع ووصل وتخفيف وتشديد مد وقصر وإسكان وتحريك ومنع صرف وصرف تم تعديد.»

فالقطع هو في الهمزة الوصلية فإن الأصل فيه الوصل بما قبله وقد يقطع في الشعر كما في همزة باب الافتعال وغيره
والوصل كما في الهمزة القطعية فإن الأصل فيه القطع عما قبله وقد يوصل في الشعر كما في همزة باب الإفعال. والتخفيف كما في الحرف المشدد.
والتشديد في الحرف المخفف. والمد في الألف المقصورة. والقصر في الألف الممدودة.
والإسكان في المتحرك. والتحريك في الساكن.
ومنع الصرف في المنصرف. والصرف في غير المنصرف.
وهنالك لبس يقع فيه كثير من دارسي الشعر فيما يخص موضوع الضرورة الشعرية، ولعل هذا اللبس سببه المقولة الشائعة «يحق للشاعر ما لا يحق لغيره»، والباحث يجد أن هذه الرخصة تكون فقط في باب الضرورة الشعرية، بمعنى آخر لا يحق للشاعر أن يخالف النحو والصرف والعروض مستشهدًا بهذه المقولة، وقد تطرق سيبويه وغيره من النحويين إلى الضرورة الشعرية وفصلوها وحددوا الحالات التي يحق فيها للشاعر ما يحق لغيره.